# Atzenhausen
Atzenhausen ist der südlichste Ortsteil der Gemeinde Rosdorf im Landkreis Göttingen in Niedersachsen. Atzenhausen hat 243 Einwohner (Stand Dezember 2023).

## Lage
Atzenhausen liegt auf einer Höhe von 300 m ü. NN im Naturpark Münden. Die Grenze zu Hessen verläuft südlich, 1 km entfernt. Erhebungen in der Umgebung sind die Hohe Schleife (442 m ü. NN) 1,5 km südwestlich, der 407 m ü. NN hohe Steinberg 1,5 km nordwestlich des Ortes sowie Kreideberg im Süden, Kellerberg im Südwesten (jeweils knapp 310 m ü. NN), Roter Berg unmittelbar am nördlichen Ortsrand und Dettberg (gut 320 m ü. NN) 1,2 km nordöstlich des Ortes. Nachbarorte sind die etwa 2 Kilometer entfernt liegenden Barlissen im Norden, Dahlenrode im Nordosten, Mollenfelde im Südosten und das 4,5 km entfernte Hedemünden im Südosten. Durch den Ort verläuft die L 564.

## Geschichte

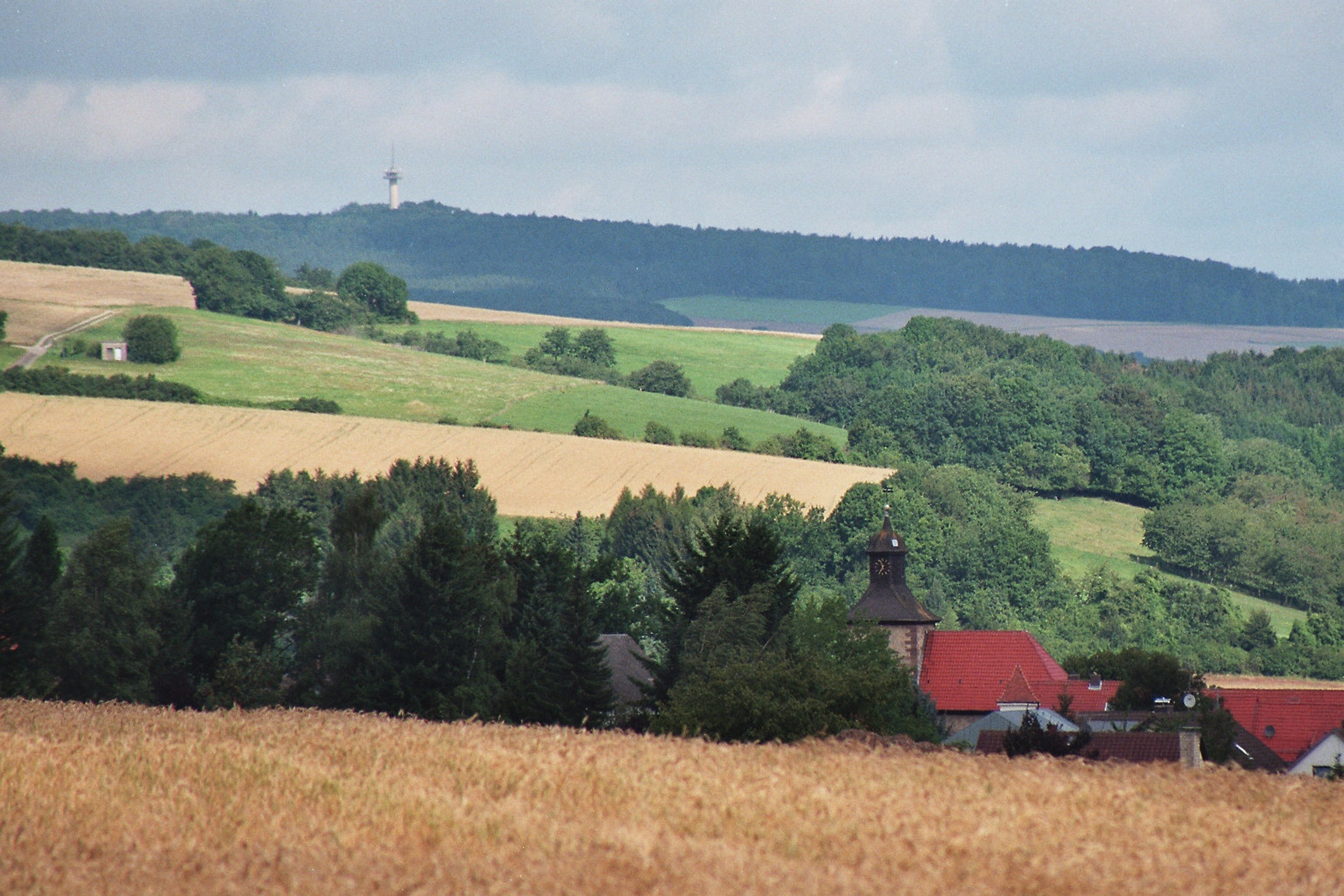
Blick über die Ortslage von Atzenhausen hinweg nach Norden, im Hintergrund der Turm auf dem Hohen Hagen (Aufnahme 2007)

In den Schriften des Chronisten Lotze aus Hann. Münden wird Atzenhausen als eine Schenkung Ottos III. aus dem Jahr 990 an das Kloster Hilwartshausen erwähnt. Entsprechende Urkunden sind aber nicht überliefert. Die ersten erhaltenen schriftlichen Erwähnungen von Atzenhausen beziehen sich nicht unmittelbar auf den Ort, sondern auf nach ihm benannte Personen: So werden Marsilius Hedenricus de Azenhusen und Henricus de Azenhusen als Zeugen in einer Urkunde genannt, mit der am 26. Januar 1266 mehrere Angehörige der Familie von Berlepsch dem Kloster Mariengarten Güter verkauften und in einer Urkunde vom 14. August 1297 tritt Bertoldus dictus de Azenhusen als Zeuge auf. Erst im Jahr 1308 wird auch der Ort selbst erwähnt, als der Priester von Atzenhausen („Iohannes plebanus in Ascenhusen“) wiederum einen Verkauf der Familie von Berlepsch an das Kloster bezeugt. Archäologische Funde zeigen jedoch, dass der Ort wie die meisten Orte der Region deutlich älter ist. Im Jahr 1979 wurden beim Ausheben einer Baugrube in der Nähe der Kirche Reste eines Grubenhauses entdeckt, das auf die Wende vom 9. zum 10. Jahrhundert n. Chr. datiert wurde.
Es wird vermutet, dass Atzenhausen seit 1286 zum Gericht der Brackenburg gehörte. Im Jahr 1370 wurde Atzenhausen als Zubehör der Brackenburg von Herzog Otto I. (dem Quaden) an die Brüder Hermann und Heinz von Kolmatsch verpfändet. Bis ins 19. Jahrhundert gehörte Atzenhausen zum Amt Brackenberg, das 1825 im Amt Friedland aufging, und kam später zum Amt Münden.
Am 1. Januar 1973 wurde Atzenhausen in die Gemeinde Rosdorf eingegliedert.
In der näheren Umgebung von Atzenhausen gibt es die Wüstungen Alperode (in der Nähe des Grillplatzes), Kohagen (an der Straße nach Barlissen) und Plesse.

## Politik
Bei der Gebietsreform wurde Atzenhausen eingemeindet; mit weiteren elf Ortschaften bildete sich am 1. Januar 1973 die Gemeinde Rosdorf.

### Liste der Bürgermeister von Atzenhausen
- Ortsvorsteher von 1973 bis 1991: Gustav Nolte
- Ortsvorsteher von 1991 bis 1996: Friedrich Washausen
- Ortsbürgermeister von 1996 bis 2006: Friedrich Washausen
- Ortsbürgermeister von 2006 bis 2011: Volker Lüdecke
- Ortsbürgermeister von 2011 bis 2016: Michael Bölling
- Ortsvorsteher von 2016 bis 2021: Ernst-Georg Washausen
- Ortsbürgermeister seit 2021: Ernst-Georg Washausen

### Ortsrat
Atzenhausen hat zusammen mit der Siedlung Brackenberg einen fünfköpfigen Ortsrat, der seit der Kommunalwahl 2021 ausschließlich von Mitgliedern der Wählergemeinschaft Atzenhausen besetzt ist.

## Sehenswürdigkeiten

### Evangelische St.-Petri-Kirche

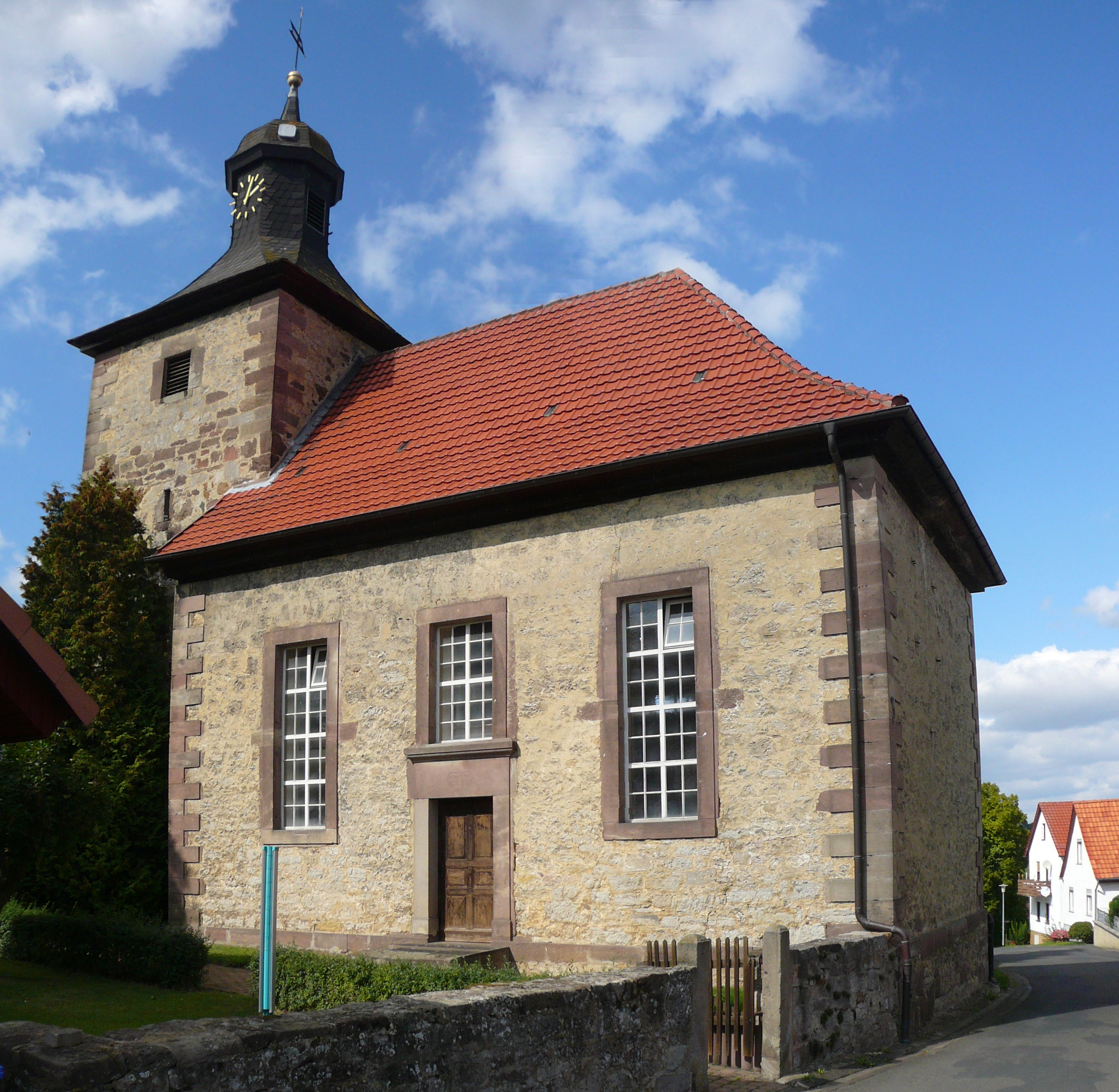
Kirche St. Petri in Atzenhausen

Im Jahr 1308 wurde erstmals ein Priester, 1340 auch eine Kirche in Atzenhausen schriftlich erwähnt. Bereits dieser frühere Kirchenbau war dem Heiligen Petrus geweiht. Der erste evangelische Pfarrer ist 1588 nachweisbar.
Der heutige kleine Kirchenbau entstand 1821–1822 an der Stelle eines Vorgängerbaus, von dem der dazu um ein Stockwerk erhöhte, wohl noch mittelalterliche Westturm erhalten ist. Die Neuerbauung der Kirche wird durch Datuminschriften auf dem ungewöhnlich mächtigen Türsturz über dem Südeingang (1821) und in der Wetterfahne (1822) angegeben. Das Kirchenschiff ist eine schlichter Saalbau aus Bruchsteinmauerwerk mit nach Osten abgewalmtem Satteldach. Die Längsfassaden gliedern je drei Öffnungsachsen. Der einzige Fassadenschmuck sind schlichte Rahmungen der Fenster- und Türöffnungen mit Sandsteinbalken sowie Zierquaderungen an den Ecken, die anzeigen, dass die Fassaden ursprünglich verputzt gedacht waren.
Das Innere des Kirchleins wird von einer hölzernen Flachtonne überspannt und zeigt mit Kanzelaltar und Orgelempore noch Ausstattungsstücke aus der Erbauungszeit der Kirche in den 1820er-Jahren. Ein um 1800 entstandener Taufstein wurde 1961 wiederentdeckt und ist seitdem wieder in der Kirche aufgestellt. Die Orgel erbaute 1893 Carl Heyder (Mühlhausen); sie wurde 1984 durch Albrecht Frerichs (Göttingen) restauriert.
Restaurierungen der Kirche fanden 1960 und 1974 statt.
Am 1. April 2009 wurde die Kirchengemeinde Atzenhausen zusammen mit sechs anderen Gemeinden zum evangelisch-lutherischen Kirchengemeindeverband Leine-Süd zusammengeschlossen.

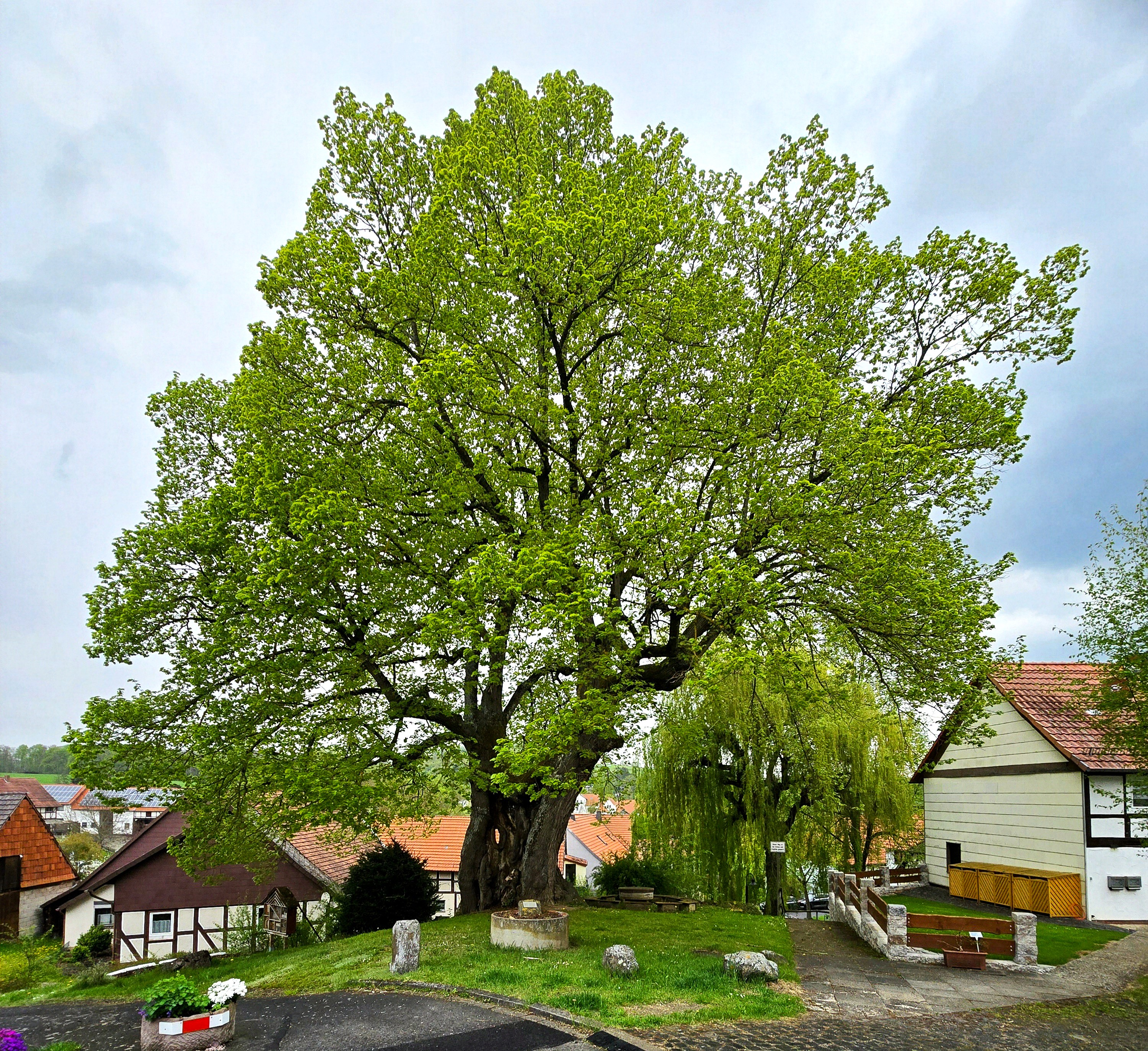
Alte Linde zu Atzenhausen auf dem Thie

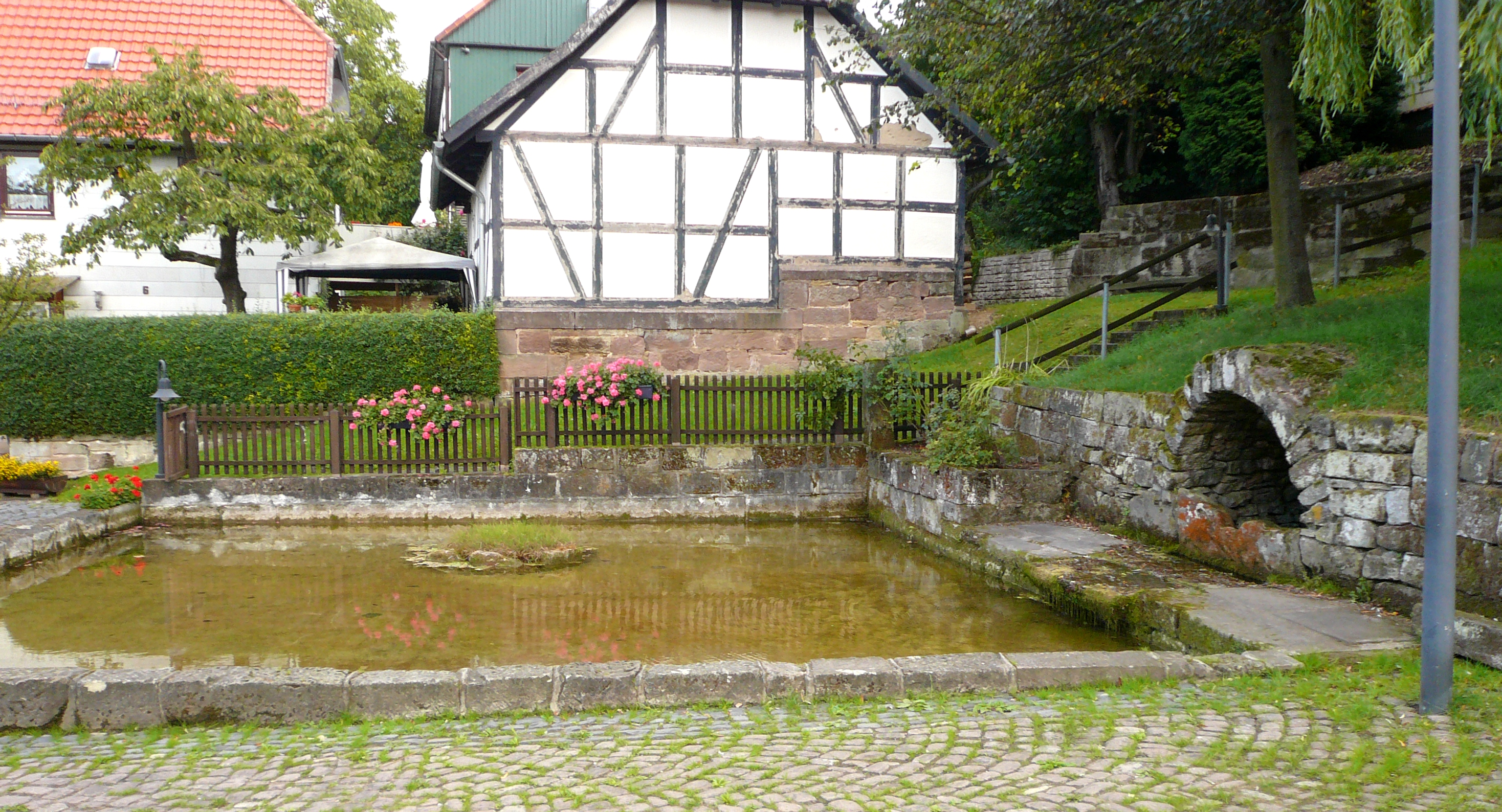
Lindenteich, rechts die mit einem Gewölbe eingefasste Quelle (Aufnahme 2009)

### Thieplatz, Lindenteichquelle und Lindenteich
Etwa 50 Meter nördlich der Kirche liegt exponiert auf dem Thieberg der Thieplatz. An ihm steht eine etwa 650-jährige Sommerlinde, deren 7,10 Meter Umfang messender Stamm als Besonderheit auf der Südseite offen und aufgewölbt ist; der Baum ist seit 1936 als Naturdenkmal geschützt.
Am nördlichen Fuß des Thiebergs befindet sich in einer gewölbten Einfassung die Lindenteichquelle, die sich in einen rechteckig eingefassten Quellteich ergießt. Der Lindenteich ist zuletzt 2013 instand gesetzt worden.

## Wappen
Das Wappenbild stellt symbolisch den Thieplatz im Ort dar.
Die Blasonierung lautet:
Im roten Schild innerhalb einer aus behauenen Quadern zusammengesetzten goldenen (gelben) Ringmauer, ein goldener (gelber) Steinquadertisch.

## Belege
1. 1 2  Statistisches Berichtsheft des Landkreises Göttingen – Ausgabe 2024. (PDF; 16,7 MB) Landkreis Göttingen, S. 33, abgerufen am 18. März 2025.
2. 1 2 3  Atzenhausen. In: Internetauftritt der Gemeinde Rosdorf. Gemeindeverwaltung Rosdorf, abgerufen am 16. Mai 2021.
3. ↑  Topographische Karte 1:25.000
4. ↑  Manfred von Boetticher: Urkundenbuch des Klosters Mariengarten (Göttingen-Grubenhagener Urkundenbuch, 2. Abteilung). Verlag August Lax, Hildesheim 1987, ISBN 3-7848-3017-X, Nr. 16, Seite 42
5. ↑  Manfred von Boetticher: Urkundenbuch des Klosters Mariengarten (Göttingen-Grubenhagener Urkundenbuch, 2. Abteilung). Verlag August Lax, Hildesheim 1987, ISBN 3-7848-3017-X, Nr. 72, S. 77
6. ↑  Manfred von Boetticher: Urkundenbuch des Klosters Mariengarten (Göttingen-Grubenhagener Urkundenbuch, 2. Abteilung). Verlag August Lax, Hildesheim 1987, ISBN 3-7848-3017-X, Nr. 104, S. 98
7. ↑  Statistisches Bundesamt (Hrsg.): Historisches Gemeindeverzeichnis für die Bundesrepublik Deutschland. Namens-, Grenz- und Schlüsselnummernänderungen bei Gemeinden, Kreisen und Regierungsbezirken vom 27. 5. 1970 bis 31. 12. 1982. W. Kohlhammer GmbH, Stuttgart und Mainz 1983, ISBN 3-17-003263-1, S. 208.
8. ↑  Die Wüstungen um Atzenhausen. In: dr-ulonska.homepage.t-online.de. Ulrich Ulonska, abgerufen am 16. Mai 2021.
9. ↑  Ergebnis Ortsratswahl Atzenhausen 2021. Abgerufen am 5. Juli 2022.
10. ↑  Manfred von Boetticher: Urkundenbuch des Klosters Mariengarten (Göttingen-Grubenhagener Urkundenbuch, 2. Abteilung). Verlag August Lax, Hildesheim 1987, ISBN 3-7848-3017-X, Nr. 188, S. 161f
11. ↑  Günther Meinhardt: Chronik der Gemeinde Rosdorf und ihrer Ortschaften, Band 1. Von den Anfängen bis 1933. Wartberg Verlag, Gudensberg-Gleichen 1988, ISBN 3-925277-14-5, S. 27.
12. ↑  Michel Graver: Der Kanzelaltar in Südniedersachsen. In: Der Kanzelaltar in Südniedersachsen (freies-verlagshaus.de). 9. März 2021, abgerufen am 15. Mai 2021.
13. ↑  Denkmaltopographie Bundesrepublik Deutschland. Baudenkmale in Niedersachsen, Bd. 5.2: Landkreis Göttingen, Teil 1. Altkreis Münden mit den Gemeinden Adelebsen, Bovenden und Rosdorf. Bearbeitet von Peter Ferdinand Lufen. CW Niemeyer, Hameln 1993, ISBN 3-87585-251-6 (Digitalisat, abgerufen am 15. Mai 2021), S. 227.
14. ↑  ATZENHAUSEN Gem. Rosdorf, Kr. Göttingen. Ev. Kirche St. Petri. In: Georg Dehio: Handbuch der Deutschen Kunstdenkmäler. Bremen Niedersachsen. Deutscher Kunstverlag, München / Berlin 1992, ISBN 3-422-03022-0, S. 144
15. 1 2 3 4  Atzenhausen. In: Kirchengemeindelexikon (www.gemeindekirchenlexikon.de). Landeskirchliches Archiv Hannover, 18. Dezember 2018, abgerufen am 15. Mai 2021.
16. ↑  Verzeichnis der Naturdenkmale im Landkreis Göttingen. Anhang 1. (PDF; 124 kB) Landkreis Göttingen, archiviert vom Original (nicht mehr online verfügbar) am 27. April 2019; abgerufen am 15. Mai 2021 (PDF-Seite 8).
17. ↑  Linde am Thie Atzenhausen. In: baumkunde.de. Chris Gurk, 12. Februar 2017, abgerufen am 15. Mai 2021.
18. ↑  Andreas Fuhrmann: Wasser marsch. Lindenteich in Atzenhausen in Eigenleistung saniert. In: www.goettinger-tageblatt.de (Online-Ausgabe). Göttinger Tageblatt, 3. April 2013, archiviert vom Original (nicht mehr online verfügbar) am 15. Mai 2021; abgerufen am 15. Mai 2021.
19. 1 2  (Beschreibung des Ortswappens). In: rosdorf.de. Gemeinde Rosdorf, abgerufen am 16. Mai 2021.